# Добрынька (Брянская область)
Добрынька — посёлок в Злынковском районе Брянской области, в составе Роговского сельского поселения. 
 Расположен в 6 км к северу от села Рогов, в 1 км к юго-востоку от посёлка Софиевка. 
 Население — 21 человек (2010).

## История
Возник в начале XX века; первоначально входил в Ольховский сельсовет.
| Годы      | 1926 | 1979 | 1989 | 2002 | 2010 |
| --------- | ---- | ---- | ---- | ---- | ---- |
| Население | 56   | 44   | 45   | 45   | 21   |